# Conocephalus semivittatus
Conocephalus semivittatus är en insektsart som först beskrevs av Walker, F. 1869.  Conocephalus semivittatus ingår i släktet Conocephalus och familjen vårtbitare.

## Underarter
Arten delas in i följande underarter:
- C. s. semivittatus
- C. s. vittatus

## Bildgalleri

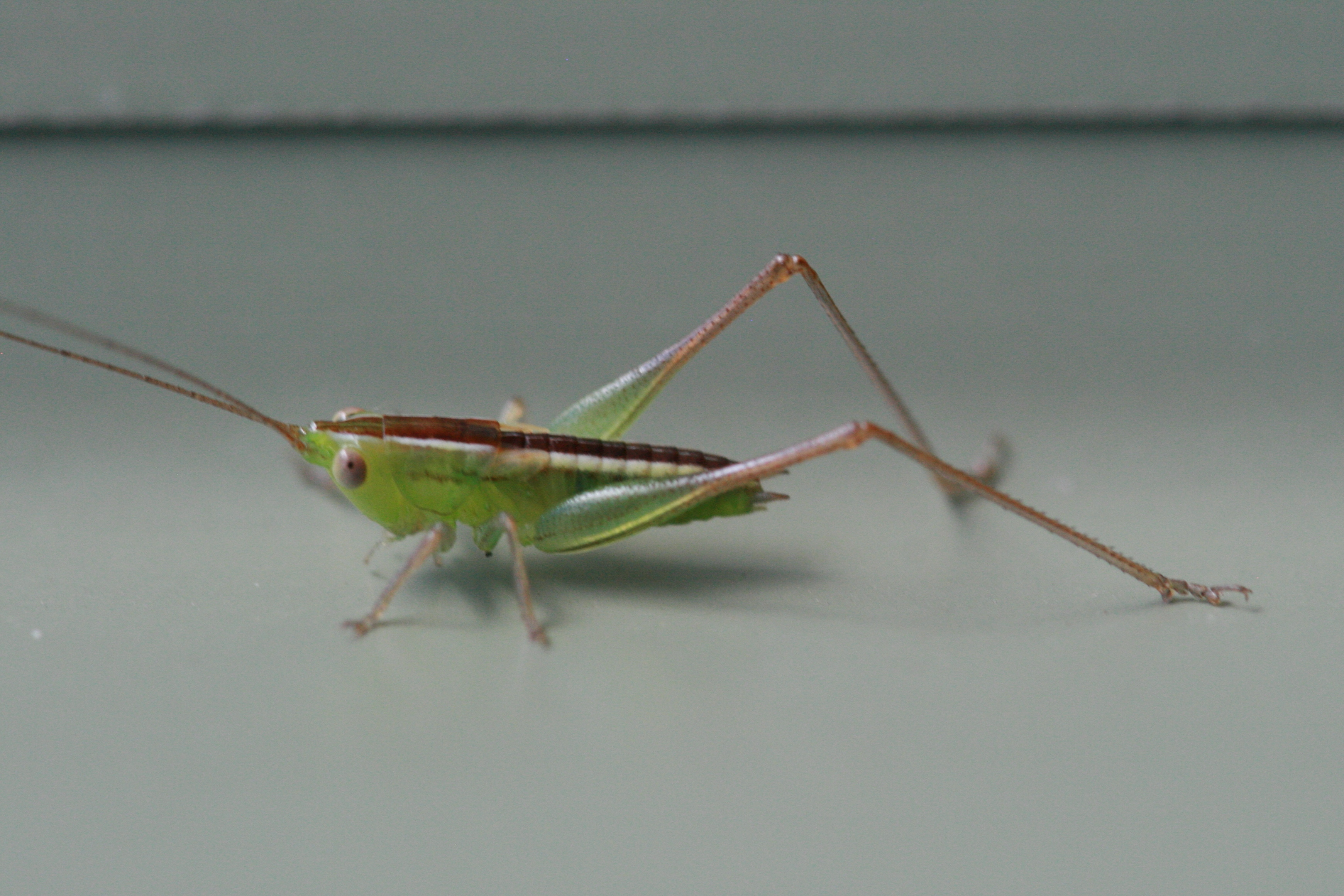
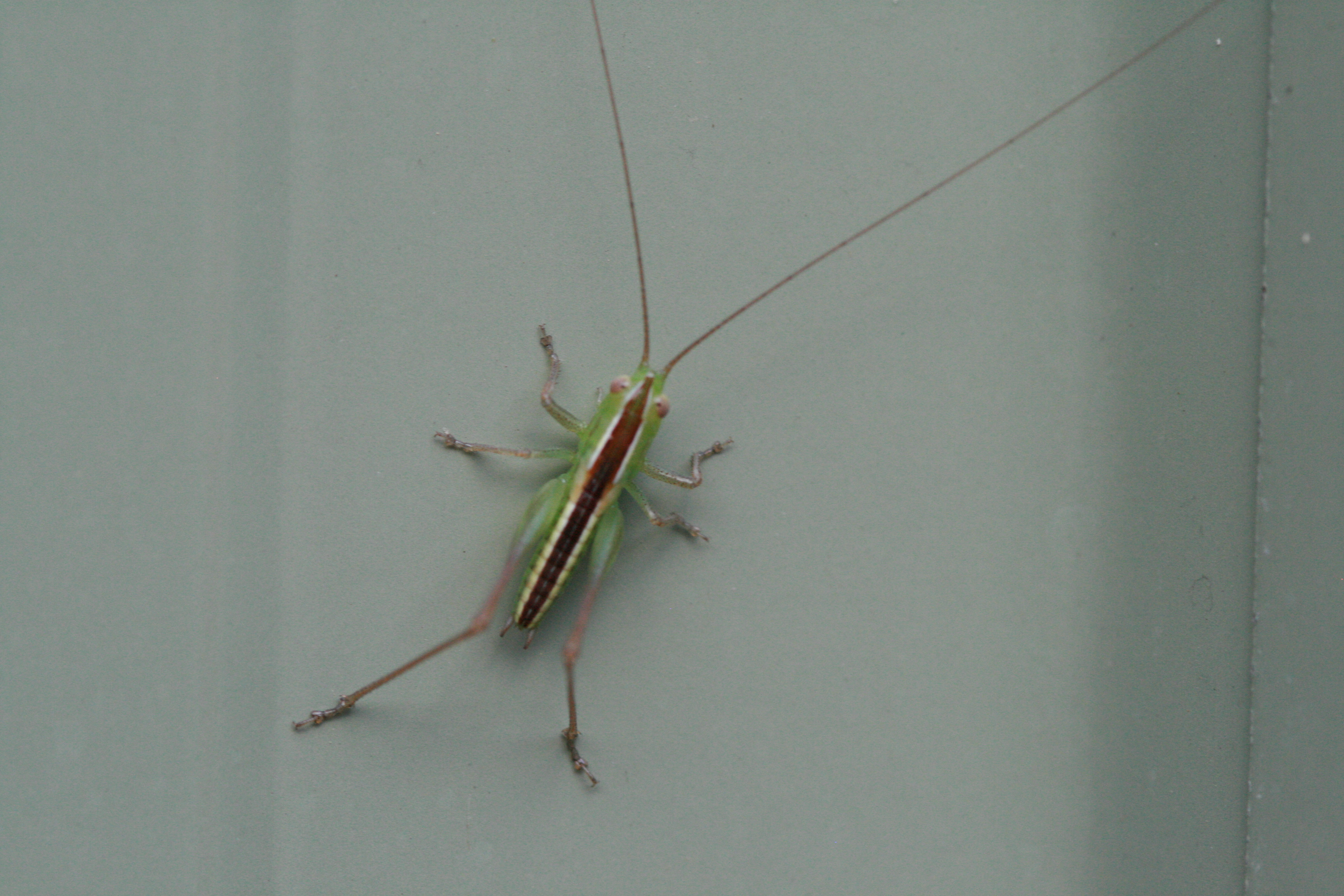